# Murphy Lee
Murphy Lee (nacido como Torhi Murphy Lee Harper el 18 de diciembre de 1979 en St. Louis County, Misuri) es un rapero conocido por sus colaboraciones con Nelly y los St. Lunatics.

## Biografía
Murphy pertenece al grupo de St. Louis conocido como St. Lunatics con el que ha sacado varios discos. El grupo está compuesto por Nelly, Ali, Kyjuan, City Spud, Slo'Down y el mismo.
Su primer álbum, Murphy's Law, recibió el certificado de platino en Estados Unidos el 17 de noviembre de 2003. En 2002 apareció en "Welcome 2 Atlanta Remix" de Jermaine Dupri. 
Su mayor éxito hasta la fecha es la canción "Shake Ya Tailfeather" con Nelly Y P. Diddy, que se incluyó en su disco y en la banda sonora de la película Bad Boys II.
Incluso se rio de Lil' Wayne parodiando su "Go DJ" con un verso en el le decía "Go Derrty".
Lee ha hecho apariciones en los videos musicales de artistas de St. Louis, como Chingy, J-Kwon o Jibbs.
Sacó su segundo álbum vía digital en diciembre de 2009, el cual llevó por nombre You See Me.
A principios de 2010 Lee fundó su propia productora independiente llamada "UC-Me Entertainment", con sede en San Luis, Misuri. En la productora se encuentran artista novatos como Day26, Kanjia o DJ Freddy Fred.

## Vida personal
El y su esposa Melissa Garcia viven en San Luis, Misuri.

## Discografía

### Solo
| Año  | Título | Posición | Posición | RIAA Certificación |
| Año  | Título | US       | US R&B   | RIAA Certificación |
| ---- | --- | -------- | -------- | ------------------ |
| 2003 | Murphy's Law - Lanzado: 23 de septiembre del 2003 - Productora: Derrty Entertainment/Universal - Formato: CD, descarga digital | 8        | 5        | US: Platino        |
| 2009 | You See Me - Lanzado: 16 de diciembre del 2009 - Productora: UCME Entertainment - Formato: descarga digital                    | -        | -        | -                  |

### Mixtapes
- My Name Is Lee (2002)
- Batter Up (2007)
- The Return Of SuperMan BigLee (2008)

### Con los St. Lunatics
- 2001: Free City
- TBA: City Free

## Sencillos
| Año  | Canción                                            | U.S. Hot 100 | U.S. R&B | U.S. Rap | Álbum        |
| ---- | -------------------------------------------------- | ------------ | -------- | -------- | ------------ |
| 2003 | "Wat Da Hook Gon Be" (featuring Jermaine Dupri)    | 17           | 11       | 6        | Murphy's Law |
| 2004 | "Luv Me Baby" (featuring Sleepy Brown & Jazze Pha) | 119          | 54       | 25       | Murphy's Law |
| 2004 | "Hold Up" (featuring Nelly)                        | —            | 102      | —        | Murphy's Law |
| 2008 | "Murph Derrty"                                     | —            | —        | —        | You See Me   |
| 2008 | "My Shoes" (featuring Kanjia)                      | —            | —        | —        | You See Me   |
| 2009 | "Mad At Me (Da Hit)" (featuring Day26)             | —            | 122      | —        | You See Me   |

### Colaboraciones
| Año  | Canción                                                                                    | U.S. Hot 100 | U.S. R&B | U.S. Rap | Álbum           |
| ---- | ------------------------------------------------------------------------------------------ | ------------ | -------- | -------- | --------------- |
| 2001 | "Batter Up" (Nelly featuring Murphy Lee & Ali)                                             | —            | 76       | —        | Country Grammar |
| 2002 | "Air Force Ones" (Nelly featuring Ali, Murphy Lee, & Kyjuan)                               | 3            | 4        | 1        | Nellyville      |
| 2003 | "Welcome to Atlanta [Remix]" (Jermaine Dupri featuring P. Diddy, Murphy Lee, & Snoop Dogg) | 35           | 15       | 14       | Instructions    |
| 2003 | "Shake Ya Tailfeather" (Nelly featuring P. Diddy & Murphy Lee)                             | 1            | 3        | 1        | Bad Boys II     |

## Apariciones
- 2001: "Batter Up" (Nelly featuring Murphy Lee & Ali)
- 2001: "Thicky Thick Girl" (Nelly featuring Murphy Lee & Ali)
- 2001: "Steal the Show" (Nelly featuring Ali, Murphy Lee & Kyjuan)
- 2001: "Wrap Sumden" (Nelly featuring Ali, Murphy Lee & Kyjuan)
- 2002: "Dem Boyz" (Nelly featuring Kyjuan & Murphy Lee)
- 2002: "Oh Nelly" (Nelly featuring Murphy Lee)
- 2002: "Roc the Mic [Remix]" (Nelly featuring Freeway, Murphy Lee & Beanie Sigel)
- 2002: "CG 2" (Nelly featuring Kyjuan & Murphy Lee)
- 2002: "Boughetto" (Ali featuring Murphy Lee)
- 2003: "Drop Dead Gorgeous" (Kanye West ft. Murphy Lee)
- 2004: "Tipsy" (Remix) (J-Kwon ft. Chingy, Murphy Lee & DJ Clue)
- 2004: "River Don't Runnin'" (Nelly featuring Murphy Lee & Stephan Marley)
- 2004: "Getcha Getcha" (Nelly featuring Ali, Murphy Lee, & Kyjuan)
- 2007: "Work Dat, Twerk Dat" (Ali & Gipp ft. Murphy Lee & DJ Speedy)
- 2007: "Throw Some D's" (Remix) (Rich Boy ft. Lil' Jon, André 3000, Jim Jones, Nelly, Murphy Lee & The Game)
- 2009: "Think About It" (Darren B featuring Murphy Lee & Gena)
- 2010: "Sell Out Everything" (DJ Freddy Fred ft. Young Buck, Murphy lee & Gunplay)
- 2010: "k.I.s.s"[11] (Nelly ft. Diddy-Dirty Money & Murphy Lee)
- 2012: "GO" (Nelly featuring. Murphy Lee and City Spud)